# Jübek
Jübek [ˈjyːbeːk] (dänisch: Jydbæk) ist eine Gemeinde im Kreis Schleswig-Flensburg in Schleswig-Holstein.

## Geographie

### Geographische Lage
Das Gemeindegebiet von Jübek erstreckt sich im Naturraum der Schleswiger Vorgeest, einem Teilgebiet der Region Schleswigsche Geest. Nördlich der Dorflage fließt das Wasser des gleichnamigen Baches (Jübek) in westlicher Richtung zur Treene.

### Gemeindegliederung
Im Gemeindegebiet befinden sich neben dem Dorf gleichen Namens fünf weitere Siedlungsgebiete. Es handelt sich um die Höfesiedlung Eigenwill, als weiteres Dorf Friedrichsau (dänisch Frederikså) außerdem die Streusiedlungen Friedrichsau-Feld und Jübekfeld, weiterhin auch die Häusergruppe Jübekweide.

### Nachbargemeinden
Angrenzende Gemeindegebiete von Jübek sind:
| Silberstedt (OT Esperstoft) | Bollingstedt                                |          |
| Silberstedt                 | Kompassrose, die auf Nachbargemeinden zeigt | Lürschau |
| Silberstedt                 | Schuby                                      |          |

## Geschichte
Nach der Auswanderung der Angeln nach England um 440 n. Chr. ließen sich jütische Siedler im Gemeindegebiet nieder. Im Jahr 1391 wurde der Ort als Judbu erstmals erwähnt. Der Ort ist nach dem Bach Jübek (wörtlich: Bach der Jüten) im Gemeindegebiet benannt. Jübek lag am Altweg, einem der fünf Angelbowege, deren Weiterführung in Nordfriesland Freesenwege hießen und eine ost-westliche Verbindung zur Landschaft Angeln darstellten. Friedrichsau entstand im 18. Jahrhundert aus der Urbarmachung von Moor- und Heidegebieten durch Siedler (Kolonisten) aus Süddeutschland. Der Ortsteil ist nach König Friedrich V. benannt.

## Eingemeindungen
Am 1. Januar 1978 wurde die Nachbargemeinde Friedrichsau eingegliedert.

## Politik

### Gemeindevertretung
Bei der Kommunalwahl am 14. Mai 2023 wurden insgesamt 17 Sitze vergeben. Von diesen erhielt die Freie Wählergemeinschaft Jübek zehn Sitze und die CDU sieben Sitze.

### Wappen
Blasonierung: „Geteilt von Gold und Blau. Oben ein schräglinker Wellenbalken, unten ein Lokomotivrad in verwechselten Farben.“
Im oberen Teil wird, auf den Ortsnamen Bezug nehmend, der Wasserlauf des Baches dargestellt. Das Lokomotivrad weist auf den 1869 erfolgten Anschluss des Ortes an das Eisenbahnnetz hin. Das Wappen ist in den schleswigschen Farben blau und gelb gehalten.

## Wirtschaft und Verkehr
Nachdem der Ort ursprünglich landwirtschaftlich geprägt war, haben sich seit dem Bau der Bahnstrecke Neumünster–Flensburg(–Dänemark) sowie der nördlich vom Bahnhof Jübek abzweigenden Strecke nach Husum Handel und Gewerbebetriebe im Gemeindegebiet angesiedelt. Vom Bahnhof Jübek fahren im Stundentakt Nahverkehrszüge in Richtung Flensburg, Kiel, Hamburg sowie Husum. Rendsburg und Schleswig können zweimal pro Stunde erreicht werden. Ein rechts neben dem Gleis für den Personenverkehr in Richtung Flensburg und Husum liegender Güterbahnhof ist seit 2020 vor allem für Rübentransporte und Düngemitteltransporte erfolgreich reaktiviert. Mehrere Buslinien verbinden Jübek mit den Nachbargemeinden Eggebek, Silberstedt, der Kreisstadt Schleswig und Bredsted. Die Busfahrpläne sind zum Großteil an die Schulzeiten und -ferien angepasst.

## Ärztliche Versorgung
Mehrere Allgemeinärzte, ein Zahnarzt, eine logopädische Gemeinschaftspraxis, eine Kinderpsychologin und eine Apotheke stellen die medizinisch-psychologische Versorgung sicher.

## Sehenswürdigkeiten
Die evangelische Kirche von Jübek (erbaut 1913) ist als achteckiger Zentralbau gestaltet. Sie wurde zuletzt 2007 renoviert.

## Bildung
Jübek hat eine Grundschule mit ca. 140 Schülern (Stand: November 2018). Im Kindergarten Siebenstein werden Kinder ab zwei Jahren betreut. Die örtliche Volkshochschule bietet Kurse in der Grundschule bzw. der Turnhalle an.

## Vereinsleben
Die Freiwillige Feuerwehr Jübek sorgt für den abwehrenden Brandschutz und die allgemeine Hilfe mit drei Fahrzeugen: einem Löschgruppenfahrzeug LF 8/6, einem Löschgruppenfahrzeug TLF 16/25 und einem LF 20 KatS des Bundes.
Der Turn- und Sportverein (TUS) Collegia Jübek feierte im Jahr 2018 sein 100-jähriges Bestehen.
Der Schützenverein Friedrichsau von 1963 ging aus dem ehemaligen Reiterverein Jübek und Umland hervor. Heute ist der Verein weit mehr als nur ein Ort für den Schießsport: Er dient als zentrale Anlaufstelle für verschiedene weitere Sparten. Dazu gehören die Oldtimerfreunde Friedrichsau, eine aktive Dartsgruppe sowie eine Line-Dance-Gruppe. Damit bietet der Verein ein vielfältiges Angebot für unterschiedliche Interessen und Altersgruppen.

## Jübek Open Air

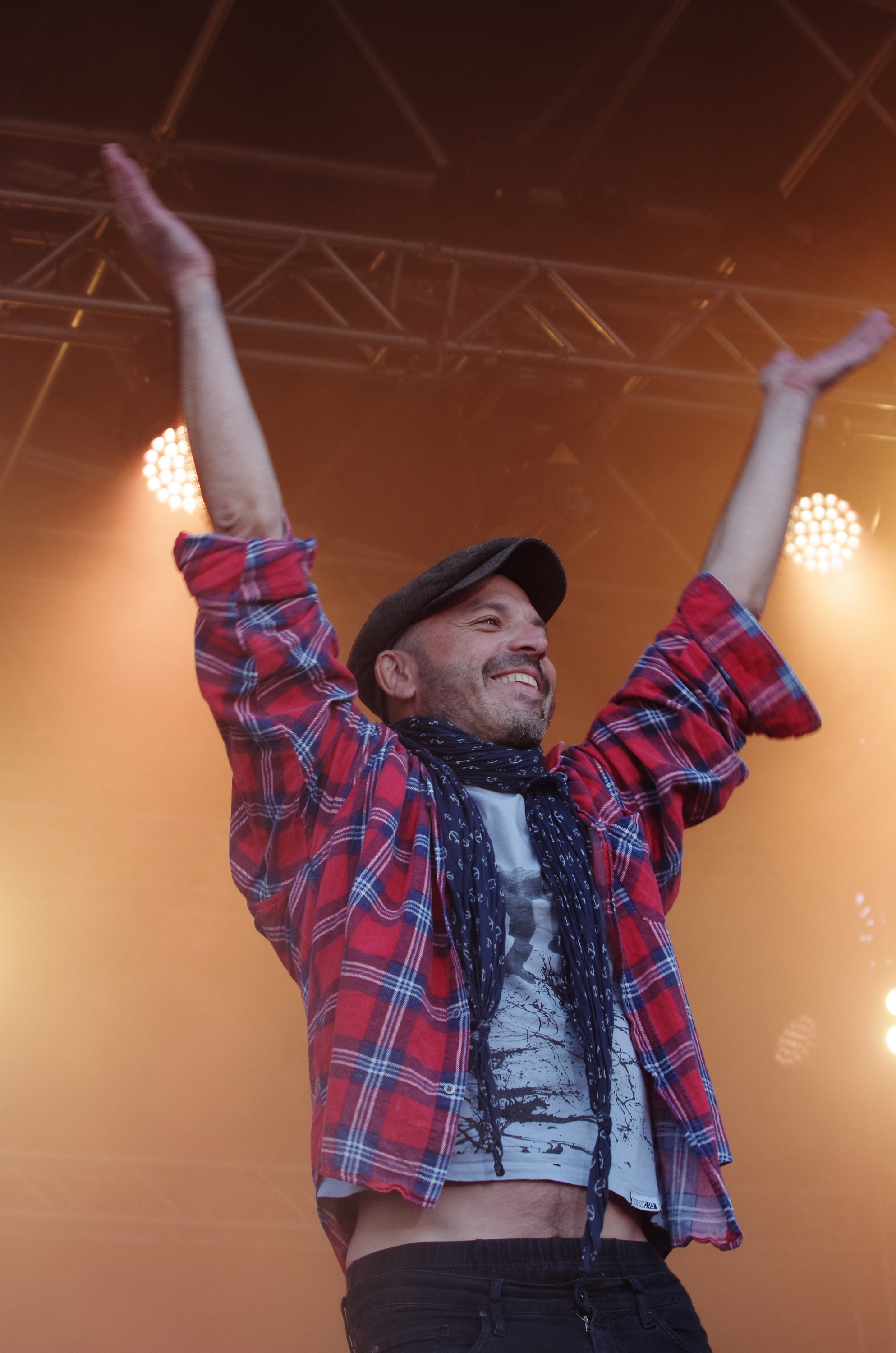
Selig 2013 in Jübek

Das ehemalige Jübek-Festival wurde ab 1985 jeden Sommer veranstaltet und hieß ab 1987 Jübek Open Air, zu dem Ende der 1980er Jahre und Anfang der 1990er Jahre teilweise über 20.000 Besucher strömten. Auf diesem Open-Air-Festival traten unter anderem Gianna Nannini, Bryan Adams (1991), Die Toten Hosen (Menschen, Tiere, Sensationen Tour 1992), Runrig (1995) und die Böhsen Onkelz (1997) auf. Seit dem Jahr 2011 wird Jübek Open Air nur noch als Tagesveranstaltung fortgeführt.